# Sollingbahn
Sollingbahn – niezelektryfikowana, jednotorowa linia kolejowa przebiegająca przez kraje związkowe Nadrenia Północna-Westfalia, Hesja i Dolna Saksonia, w Niemczech. Łączy stację Ottbergen z Northeim.